# Limotettix frigidus
Limotettix frigidus är en insektsart som beskrevs av Ball 1899. Limotettix frigidus ingår i släktet Limotettix och familjen dvärgstritar. Inga underarter finns listade i Catalogue of Life.